# Галецький Леонід Станіславович
Галецький Леонід Станіславович (нар. 21 червня 1935, Житомир) — 24 лютого 2017) — український вчений-геолог. Доктор геолого-мінералогічних наук (1985), професор (1991).

## З біографії
У 1953 році закінив Київський геолого-розвідувальний технікум. У 1960 році — Всесоюзний заочний політехнічний ін-т у Москві.
У 1954–57 рр працював у тресті «Укрнерудпром».
З 1957 року працював у тресті «Київгеологія» начальником металогенічної партії.
У період 1980–87 рр. — головний геолог управління Мін-ва геології УРСР; 1987–96 рр. — директор Державного геологічного підприємства «Геопрогноз» Державного комітету геології України.
З 1996 року працює в Інституті геологічних наук: зав. відділу геології корисних копалин.

## Творчий доробок
Розробив теорію й методологічні основи металогенічного аналізу докембрію, вперше виявив нові родовища рідкісних металів, опрацював нову методику геохімічних пошуків прихованого зруденіння, здійснив металогенічне районування території України та її комплексну прогнозну оцінку.
Окремі праці: 
- Металогенія України і Молдавії. К., 1974;
- Мінерали гельвінової групи та їх родовища. К., 1976;
- Геология и металлогения докембрия Украинского щита: Комплект карт. К., 1984 (співавт.);
- Мінеральні ресурси України: Сучасні проблеми // Вісн. АНУ. 1992. № 7 (співавт.);
- Железные и марганцевые руды Украины и проблемы их рационального использования. К., 1995 (співавт.);
- Геологія і корисні копалини України: Атлас. К., 2001 (співавт.).

## Нагороди та відзнаки
Золотий диплом Міжнародного геологічного конгресу (1984).

## Інтернет-ресурси
- [Архівовано 11 грудня 2019 у Wayback Machine.] Галецький Леонід Станіславович. НАН України